# Sandy Mosse
Sandy Mosse (Detroit, 29 mei 1929 – Amsterdam, 1 juli 1983) was een Amerikaans jazzsaxofonist.
In zijn jeugd leerde hij altsax en klarinet spelen, maar toen Mosse begin twintig was ging hij over op tenorsax. 
In 1953 speelt hij in het orkest van Woody Herman en toert mee door Europa. In 1955 gaat hij terug naar de Verenigde Staten, en verbindt zich met Cy Touff aan Argo Records. In de jaren 1970 vestigt hij zich in Nederland, waar zijn vrouw vandaan komt, en waar hij in Amsterdam met lokale jazzmuzikanten speelt. Ook geeft hij les aan het Koninklijk Conservatorium.
In de jaren 1960 wordt bij Mosse kanker gediagnosticeerd.

## Discografie
- Relaxin' met het Sandy Mosse Quartet (Argo, 1959)
- Last Train from Overbrook met James Moody (Argo, 1958)
- Chicago Scene (Argo, 1957)